# Vau i Dejës
Vau i Dejës est une municipalité d'Albanie, appartenant à la préfecture de Shkodër. Sa population est de 30 438 habitants en 2011.
Vau i Dejës abrite le siège épiscopal du diocèse de Sapë (it), suffragant de l'archidiocèse de Shkodër-Pult.

## Monuments
- Château de Vau i Dejës
- Église Saint-Marc de Vau i Dejës
- Église Sainte-Marie de Vau i Dejës
- Cathédrale Sainte-Thérèse de Calcutta